# Voi Borneo
Voi Borneo (Danh pháp khoa học: Elephas maximus borneensis) hay còn gọi là Voi lùn Borneo hay đơn giản là Voi lùn là một phân loài của loài voi châu Á sinh sống tại đảo Borneo của Indonesia. Nạn chặt phá rừng, săn bắn và tiếp xúc với người là những yếu tố đe dọa tương lai của voi lùn. Quỹ Bảo tồn Thiên nhiên Quốc tế ước tính số lượng voi lùn trên đảo Borneo không vượt quá 1.500. Phần lớn chúng sống trong vùng đất do Malaysia quản lý.

## Đặc điểm
Đây là loài voi nhỏ nhất thế giới, có đuôi dài và ngà thẳng. Voi lùn trưởng thành chỉ cao 2,4 mét (lùn hơn loài voi châu Á khoảng từ 30–60 cm), mập hơn, mặt trông có vẻ con nít hơn và đuôi dài hơn - gần chạm đất. Giống voi lùn thường có chiều cao trung bình 2,5 m, là loài động vật quý hiếm của Sabah. chỉ sống tại rừng Borneo, có đuôi dài, tai to và khuôn mặt dễ thương. Khi phân tích DNA, các nhà khoa học mới phát hiện ra rằng loài voi lùn sống trên đảo Borneo là một chi phụ của loài voi châu Á và bắt đầu bảo tồn chúng như một loài riêng.
Địa bàn cư trú chủ yếu của loài voi lùn là ở những trảng rộng, thấp hoặc thung lũng những con sông, những nơi mà người dân tại Malaysia và Indonesia đang tích cực khai thác gỗ hay lập trang trại trồng cọ. Hiện nay có khoảng 1.500 con voi lùn Borneo còn sống trong tự nhiên, chủ yếu ở bang Sabah. Chúng đang bị đe dọa sẽ tuyệt chủng do nạn khai thác gỗ tràn lan và săn bắn trái phép.

## Nguy cơ
Hầu như người ta không biết gì về loài voi lùn khác thường này cho đến tận ngày nay. Gần đây, người ta phát hiện ra chúng chỉ có duy nhất tại hòn đảo nhiệt đới Borneo. Và cuộc sống của loài voi này đang bị đe dọa, đặc biệt là mối nguy hiểm từ những kẻ săn trộm voi. Trong năm 2013, có sự kiện 10 con voi lùn, loài động vật quý hiếm trên thế giới, chết trong một khu bảo tồn của Malaysia trên đảo Borneo và giới chức nghi chúng nhiễm chất độc.
10 con voi chết thuộc một đàn và có độ tuổi từ 4 tới 20. Chúng đều tử vong vì xuất huyết bên trong cơ thể và nằm khá gần nhau. Trong một trường hợp, họ thấy một voi con ba tháng tuổi lay xác mẹ của nó. Nhà chức trách không thấy bất kỳ vết thương nào trên cơ thể chúng nên họ loại trừ khả năng chúng bị giết bởi những kẻ săn trộm. Những tổn thương trong hệ tiêu hóa của chúng khiến giới chức nghi chúng ngộ độc cấp tính.

## Tấn công người
Đôi khi voi cũng tấn công người, đã có sự kiện Một thiếu nữ mất mạng vì voi lùn tấn công dữ dội. Nạn nhân đã mất mạng vì bị một con voi lùn tại Sabah, Malaysia dùng ngà tấn công dữ dội. Voi lùn là loài vật rất hiếm gặp, do vậy việc bị nó tấn công càng hy hữu. Rất có thể họ đã hoảng sợ khi trông thấy một con voi đực. Tốc độ của voi đực rất nhanh. Hành vi của chúng cũng luôn khiến con người khó lường. Hai du khách đi cùng nạn nhân có ý định chụp ảnh với voi, khiến chúng hoảng loạn. Trong lúc nổi điên, chiếc ngà nhọn của một con voi đã đâm xuyên người cô gái 25 tuổi, khiến nạn nhân lập tức tắt thở. 